# Billet de 100 francs bleu (1863)
Pour les articles homonymes, voir 100 francs.
Recto
Verso
Chronologie
100 francs noir 100 francs bleu 1882
Le 100 francs bleu est un billet de banque en francs français créé le 8 janvier 1863 par la Banque de France en remplacement du 100 francs noir. Il sera suivi du 100 francs bleu 1882.

## Historique
Cette coupure appartient à la série des « billets bleus » fabriqués entre 1862 et 1882, série qui constitue les premiers billets modernes français.
Depuis la diffusion des techniques photographiques à partir des années 1848-50, la Banque de France, faisant face aux nombreux contrefacteurs, travaille sur un projet de billet utilisant une encre colorée plus difficile à clicher (le bleu n’imprimait pas la plaque sensible). L'usage du « bleu céleste », importé de Saxe, est approuvé par le Conseil en 1862. D'autre part, l'impression du verso à l'identique inversé est abandonnée au profit d'une gravure au motif différent.
Le premier billet qui inaugura cette nouvelle série fut le 1000 francs bleu, suivi du 100 francs lequel fut mis en circulation le 3 août 1863. La Banque décide l'année suivante de supprimer la coupure de 200 francs mais de créer celle de 50 francs.
Le début de son retrait de circulation intervient le 24 décembre 1885. Il fut définitivement privé de son cours légal le 2 janvier 1923.

## Description
La vignette a été conçue par cinq artistes : recto et verso sont dessinés par Cabasson d'après une composition allégorique de Pierre-Nicolas Brisset ; Adolphe François Pannemaker grave le recto ; André Vauthier et Louis Massey gravent le verso. 
Le recto montre les silhouettes de l’Agriculture et de la Fortune, Mercure et l’Industrie en appui sur des pilastres reprenant les mentions juridiques et surmontés d'un encorbellement d’angelots. Au verso figurent dans les angles quatre têtes de Cérès de profil inscrites en médaillons, ainsi qu'une encre de marine stylisée et une ruche rustique. 
Au niveau des systèmes de sécurité, la vignette comporte pour la première fois un filigrane ombré à tête humaine reproduisant ici le buste de Mercure regardant de face. Autre changement à noter : la numérotation est en partie puis totalement imprimée (d'abord au verso puis au recto). De plus, les signatures du personnel dirigeant sont tracées par apposition mécanique et non plus de façon manuscrite.
Sur le bord extérieur gauche, au recto, se trouve un « talon de sécurité à bord irrégulier » avec « Banque de France » imprimé en lettres calligraphiée, mais dont seule la partie inférieure des lettres apparaît sur le billet, l'autre étant conservée par la Banque, dans un registre.
Son format est de 180 mm x 112 mm.

## Remarques
- En août 1877, une note de la Banque de France stipulait que plus de 12 millions de billets de 100 francs se trouvaient en circulation.